# Akademia
Akademia est un institut privé sud-africain d'enseignement supérieur à distance en langue afrikaans. Fondé en 2011 en tant qu'organisation à but non lucratif, situé à Centurion, il fait partie du mouvement de Solidarité lié au syndicat Solidariteit.
Cet établissement a été créé dans le contexte de la pression exercée par les autorités sud-africaines nationales et locales et par plusieurs syndicats étudiants pour que les anciens établissements d'enseignement supérieur en langue afrikaans adoptent l'anglais à la place de l'afrikaans comme langue d'enseignement.
Akademia compte 12 centres permettant de diffuser cet enseignement à distance, situés dans quatre provinces d'Afrique du Sud (le Gauteng, le Cap-Oriental, l'Etat-Libre, le Cap-Occidental) ainsi qu'en Namibie.

## Financement
Akadémia est financé par les frais d'inscriptions et par le fonds financier du Mouvement Solidarité. Les adhérents au syndicat Solidariteit bénéficie d'une remise.

## Historique
En 2000, l'Afrique du Sud comptait six universités publiques d'enseignement supérieur en langue afrikaans: l'Université de Stellenbosch, le campus de l'université de Potchefstroom, l'université d'Afrique du Sud (UNISA), l'université du Rand, l'université de l'État libre d'Orange (bilingue) et l'université de Pretoria (bilingue). Afin notamment de refléter la démographie nationale de l'Afrique du Sud et de répondre aux demandes des étudiants ou du gouvernement, ces universités ont fusionné avec des universités anglophones ou renoncé partiellement ou totalement à l'enseignement en afrikaans pour accueillir des étudiants majoritairement non afrikaans.
En 2010, seules l'université de Stellenbosch, l'université de l'État libre (bilingue jusqu'en 2017), l'université de Pretoria (bilingue jusqu'en 2019) et le campus de Potchefstroom de l'université du Nord-Ouest disposaient encore des cours en afrikaans. Ce recul incita le réseau constitué par le syndicat Solidariteit à créer en 2011, Akademia, une université privée de langue afrikaans alors que progressivement l'université de l'État Libre et celle de Pretoria renonçaient à l'enseignement en Afrikaans et que celle de Stellenbosch devenait une université bilingue.
En 2014, Blade Nzimande, le ministre sud-africain de l'Enseignement supérieur menaça de fermer Akademia au prétexte de son monolinguisme afrikaans qui excluait selon lui les autres communautés d'Afrique du Sud alors que le pays compte 11 langues officielles. Le ministre a été critiqué pour cette déclaration au motif notamment que la Constitution sud-africaine protège le droit des minorités à être éduqué dans leur langue maternelle et autorise les établissements d'enseignement monolingue dans n'importe laquelle des 11 langues nationales du pays.
Un campus à Centurion a été ouvert en 2015 permettant l'introduction de programmes dispensés également en présentiel.
En 2017, Akademia est enregistrée définitivement en tant qu'établissement d'enseignement supérieur par le gouvernement sud-africain
En 2018, l’établissement propose plusieurs cursus de licence en science politique, gestion des affaires, philosophie, économie et sciences humaines. L'établissement comptait 730 étudiants en 2018.